# 1351

## Události
- v Japonsku nastalo bezvládí.

### Probíhající události
- 1351–1368 – Povstání rudých turbanů

## Narození
- květen – Johana Francouzská, dcera francouzského krále Filipa VI. († 16. září 1371)
- Leopold III. Habsburský, vévoda rakouský, korutanský a štýrský († 9. července 1386)
- Petr z Ailly, francouzský teolog, filozof, logik, astrolog a kardinál († 9. srpna 1420)
- Jošt Moravský, moravský markrabě († 18. ledna 1411)

## Úmrtí
- 27. září – Jan VII. Volek, olomoucký biskup (* )
- 2. listopadu – Hynek Žlebský z Lichtenburka, český šlechtic (* 1305–10)
- 15. listopadu – Jana z Pfirtu, rakouská vévodkyně (* 1300)

## Hlavy státu
- České království – Karel IV.
- Moravské markrabství – Jan Jindřich
- Svatá říše římská – Karel IV.
- Papež – Klement VI.
- Anglické království – Eduard III.
- Francouzské království – Jan II.
- Polské království – Kazimír III. Veliký
- Uherské království – Ludvík I. Uherský
- Lucemburské hrabství – Karel IV.
- Byzantská říše – Jan V. Palaiologos a Jan VI. Kantakuzenos (spoluvládce)